# Campeonato Europeu Júnior de Natação de 2005
O Campeonato Europeu Júnior de Natação de 2005 foi a 32ª edição do evento organizado pela Liga Europeia de Natação (LEN). Nessa edição as provas de natação foram realizadas em Budapeste na Hungria e as provas de saltos ornamentais em Elektrostal na Rússia. O período de duração teve suas datas distintas, de 14 a 17 de julho de 2005 ocorreu as provas de natação e de 10 a 14 de agosto de 2005 as provas dos saltos ornamentais. Teve como destaque a Rússia com 14 medalhas de ouro.

## Participantes
- Natação: Feminino de 15 a 16 anos (1990 e 1989) e masculino de 17 a 18 anos (1988 e 1987).
- Saltos Ornamentais: Grupo A é composto por saltadores de 16, 17 e 18 anos (1989, 1988 e 1987), tanto masculino quanto feminino. Grupo B é composto por saltadores de 14 a 15 anos (1991 e 1990), tanto masculino quanto feminino.

## Medalhistas

### Natação
Os resultados foram os seguintes.
Masculino
| Evento          | Ouro                                                                           | Ouro     | Prata                                                                                 | Prata    | Bronze                                                                         | Bronze   |
| 50 m Livre      | Alemanha · Steffen Deibler                                                     | 22.23    | Ucrânia · Sergiy Belov                                                                | 23.02    | Portugal · Tiago Andre Venancio                                                | 23.11    |
| 100 m Livre     | Alemanha · Steffen Deibler                                                     | 49.26    | França · Kevin Trannoy                                                                | 50.43    | Portugal · Tiago Andre Venancio                                                | 50.56    |
| 200 m Livre     | Rússia · Vitaly Romanovich                                                     | 1:49.86  | Portugal · Tiago Andre Venancio                                                       | 1:49.98  | Alemanha · Steffen Deibler                                                     | 1:50.10  |
| 400 m Livre     | Polónia · Mateusz Sawrymowicz                                                  | 3:49.72  | Reino Unido · Robbie Renwick                                                          | 3:55.18  | Rússia · Vitaly Romanovich                                                     | 3:55.58  |
| 1500 m Livre    | Polónia · Mateusz Sawrymowicz                                                  | 15:06.04 | Hungria · Gergő Kis                                                                   | 15:25.91 | Reino Unido · Chris Alderton                                                   | 15:27.15 |
| 50 m Costas     | Itália · Simone Manni                                                          | 26.44    | Hungria · János Szabó                                                                 | 26.55    | Itália · Marco Malinverno                                                      | 26.57    |
| 100 m Costas    | Itália · Marco Malinverno                                                      | 57.24    | Hungria · János Szabó                                                                 | 57.39    | Itália · Simone Manni                                                          | 57.59    |
| 200 m Costas    | Polónia · Jakub Jasinski                                                       | 2:02.76  | Portugal · Pedro Diogo Oliveira                                                       | 2:03.06  | Itália · Simone Manni                                                          | 2:03.10  |
| 50 m Peito      | Itália · Fernando Mazzotta                                                     | 28.46    | Ucrânia · Dimytro Cherkasov                                                           | 28.81    | Polónia · Mariusz Winogrodzki                                                  | 28.90    |
| 100 m Peito     | Itália · Fernando Mazzotta                                                     | 1:02.46  | Hungria · Ákos Molnár                                                                 | 1:02.85  | Ucrânia · Oleksly Fedyna                                                       | 1:02.89  |
| 200 m Peito     | Hungria · Ákos Rácz                                                            | 2:14.24  | Hungria · Ákos Molnár                                                                 | 2:15.02  | Polónia · Slawomir Wolniak                                                     | 2:16.40  |
| 50 m Borboleta  | Espanha · Rafael Muñoz Pérez                                                   | 24.46    | Alemanha · Steffen Deibler                                                            | 24.53    | Alemanha · Hannes Heyl                                                         | 24.68    |
| 100 m Borboleta | Itália · Joseph Davide Natullo                                                 | 54.77    | Hungria · Denes Zubcsek                                                               | 54.84    | França · Clément Lefert                                                        | 55.11    |
| 200 m Borboleta | Hungria · Gergő Kis                                                            | 1:59.61  | Itália · Joseph Davide Natullo                                                        | 2:00.71  | Hungria · Denes Zubcsek                                                        | 2:00.77  |
| 200 m Medley    | Hungria · Dávid Verrasztó                                                      | 2:03.59  | Polónia · Jakub Jasinski                                                              | 2:03.77  | Portugal · Carlos Esteves De Almeida                                           | 2:04.32  |
| 400 m Medley    | Hungria · Dávid Verrasztó                                                      | 4:17.72  | Hungria · Gergő Kis                                                                   | 4:17.9   | Reino Unido · Thomas Haffield                                                  | 4:21.75  |
| 4x100 m Livre   | Alemanha · Alibek Kaesler · Victor Busch · Christian Kubusch · Steffen Deibler | 3:24.48  | Polónia · Jakub Jasinski · Krzysztof Gawlowicz · Mateusz Haas · Kajetan Zaluski       | 3:24.68  | Rússia · Aleksej Lapin · Andrej Sery · Andrej Grečin · Pavel Kotelnikov        | 3:24.77  |
| 4x200 m Livre   | Rússia · Pavel Kotelnikov · Sergey Perunin · Aleksey Lapin · Vitaly Romanovich | 7:25.03  | Itália · Federico Colbertaldo · Nicola Bolzonello · Simone Redini · Andrea Busato     | 7:31.10  | Alemanha · Alibek Kaesler · Daniel Schwarz · Björn Barnofski · Steffen Deibler | 7:33.45  |
| 4x100 m Medley  | Alemanha · Alibek Kaesler · Mario Schild · Fabian Scilha · Steffen Deibler     | 3:44.92  | Polónia · Andrzej Dubiel · Mariusz Winogrodzki · Bartosz Wisniewski · Kajetan Zaluski | 3:45.47  | Hungria · János Szabó · Akos Molnar · Denes Zubcsek · Balazs Makany            | 3:47.87  |

Feminino
| Evento          | Ouro | Ouro     | Prata                                                                              | Prata   | Bronze                                                                            | Bronze  |
| 50 m Livre      | Itália · Gaia Mancabelli | 25.70    | Reino Unido · Francesca Halsall                                                    | 25.96   | Países Baixos · Ranomi Kromowidjojo                                               | 26.22   |
| 100 m Livre     | Reino Unido · Francesca Halsall | 55.69    | França · Camille Muffat                                                            | 55.72   | Roménia · ionela Cozma                                                            | 56.74   |
| 200 m Livre     | Hungria · Katinka Hosszú | 2:02.30  | Rússia · Victoria Malyutina                                                        | 2:02.96 | Alemanha · Sophie-Luise Dietrich                                                  | 2:03.08 |
| 400 m Livre     | Rússia · Anastasia Ivanenko | 4:14.18  | Hungria · Katinka Hosszú                                                           | 4:14.74 | Alemanha · Sophie-Luise Dietrich                                                  | 4:16.50 |
| 800 m Livre     | Rússia · Anastasia Ivanenko | 8:41.05  | Roménia · Ionela Cozma                                                             | 8:42.50 | Hungria · Katinka Hosszú                                                          | 8:43.07 |
| 50 m Costas     | Alemanha · Jenny Lahl | 29.81    | Bélgica · Jorina Aerents                                                           | 29.97   | Hungria · Döra Maxim                                                              | 30.17   |
| 100 m Costas    | Espanha · Escarlata Bernard | 1:03.88  | Hungria · Helga Kalicz                                                             | 1:04.31 | Suécia · Therese Svendsen                                                         | 1:04.59 |
| 200 m Costas    | Espanha · Escarlata Bernard | 2:14.63  | Hungria · Evelyn Verrasztó                                                         | 2:14.82 | Suécia · Therese Svendsen                                                         | 2:16.12 |
| 50 m Peito      | Polónia · Luiza Hryniewicz | 32.96    | Itália · Elisa Celli                                                               | 32.99   | Portugal · Diana Duarte Gomes                                                     | 33.02   |
| 100 m Peito     | Portugal · Diana Duarte Gomes | 1:10.09  | Itália · Elisa Celli                                                               | 1:11.52 | Polónia · Adrianna Sawicka                                                        | 1:11.94 |
| 200 m Peito     | Portugal · Diana Duarte Gomes | 2:29.51  | Polónia · Iwona Predeka                                                            | 2:31.77 | Itália · Alessandra Tricerri                                                      | 2:32.71 |
| 50 m Borboleta  | Ucrânia · Lyubov Korol | 27.40    | França · Lise Soule                                                                | 27.66   | Eslováquia · Denisa Smolenova                                                     | 27.75   |
| 100 m Borboleta | França · Lise Soule | 1:00.94  | Reino Unido · Jemma Lowe                                                           | 1:01.73 | Hungria · Zsuzsanna Jakabos                                                       | 1:02.97 |
| 200 m Borboleta | Hungria · Zsuzsanna Jakabos | 2:10.18  | Alemanha · Antje Mahn                                                              | 2:12.19 | Reino Unido · Jessica Dickons                                                     | 2:12.28 |
| 200 m Medley    | França · Camille Muffat | 2':14.84 | Hungria · Zsuzsanna Jakabos                                                        | 2:16.62 | Áustria · Nina Dittrich                                                           | 2:17.14 |
| 400 m Medley    | Hungria · Katinka Hosszú | 4:45.88  | Reino Unido · Hannah Miley                                                         | 4:47.47 | Rússia · Ekaterina Rvyanina                                                       | 4:48.67 |
| 4x100 m Livre   | Rússia · Maria Ugolkova · Olga Klykchinkova · Victoria Malyutina · Anna Smirnova Hungria · Zsuzsanna Jakabos · Luca Cseh-Nemeth · Evelyn Verrasztó · Katinka Hosszú | 3:49.37  | Nenhum                                                                             |         | Suécia · Stina Gardell · Therese Svendsen · Sandra Jacobson · Sara Thyden         | 3:50.88 |
| 4x200 m Livre   | Alemanha · Antje Mahn · Nadine Stresing · Franziska Prade · Sophie-Luise Dietrich                                                                                   | 8:14.60  | Hungria · Evelyn Verrasztó · Petra Pleszinger · Katinka Hosszú · Zsuzsanna Jakabos | 8:15.22 | Reino Unido · Francesca Halsall · Jazmin Carlin · Natalie Durant · Rachael George | 8:15.46 |
| 4x100 m Medley  | França · Reine Victoria Weber · Betty Laglbauer · Lise Soule · Camille Muffat                                                                                       | 4:14.36  | Itália · Elisa Apostoli · Elisa Celli · Ilaria Bianchi · Livia Travaglini          | 4:15.10 | Rússia · Julia Guzairova · Alena Rumyantsena · Maria Ugolkova · Anna Smirnoca     | 4:15.77 |

### Saltos ornamentais
Os resultados foram os seguintes.

#### Grupo A
Masculino
| Evento                              | Ouro                                 | Ouro   | Prata                                    | Prata  | Bronze                                     | Bronze |
| Trampolim 1 m individual            | Ucrânia · Oleksij Pryhorov           | 535.50 | Rússia · Artem Lvov                      | 534.75 | Rússia · Aleksandr Gorshkov                | 532.30 |
| Trampolim 3 m individual            | Ucrânia · Illja Kvaša                | 596.80 | Itália · Francesco Dell'Uomo             | 565.00 | Grécia · Alexandros Manos                  | 562.10 |
| Trampolim 3 m sincronizado cat A +B | Rússia · Oleg Vikulov · Sergei Nazin | 349.80 | Ucrânia · Illja Kvaša · Oleskiy Prygorov | 325.20 | Grécia · Michail Tzifas · Alexandros Manos | 300.00 |
| Plataforma 10 m individual          | Ucrânia · Kostyantin Milyaev         | 639.50 | Rússia · Oleg Vikulov                    | 602.60 | Itália · Francesco Dell'Uomo               | 600.15 |

Feminino
| Evento                              | Ouro                                 | Ouro   | Prata                                        | Prata  | Bronze                                        | Bronze |
| Trampolim 1 m individual            | Ucrânia · Mariya Voloshchenko        | 413.50 | Alemanha · Nora Subschinski                  | 413.10 | Rússia · Anna Looze                           | 401.25 |
| Trampolim 3 m individual            | Alemanha · Nora Subschinski          | 467.05 | Itália · Noemi Batki                         | 463.60 | Ucrânia · Mariya Voloshchenko                 | 463.30 |
| Trampolim 3 m sincronizado cat A +B | Rússia · Anna Looze · Nadežda Bažina | 288.33 | Alemanha · Carolin Burger · Nora Subschinski | 278.25 | Ucrânia · Mariya Voloshchenko · Kateryna Zhuk | 266.25 |
| Plataforma 10 m individual          | Rússia · Julija Koltunova            | 472.65 | Alemanha · Nora Subschinski                  | 452.75 | Reino Unido · Brooke Graddon                  | 422.00 |

#### Grupo B
Masculino
| Evento                     | Ouro                   | Ouro   | Prata                       | Prata  | Bronze                          | Bronze |
| Trampolim 1 m individual   | Rússia · Jurij Kunakov | 407.10 | Rússia · Il'ja Zacharov     | 375.35 | Ucrânia · Dmytro Mezhenskyy     | 351.30 |
| Trampolim 3 m individual   | Rússia · Jurij Kunakov | 438.10 | Ucrânia · Dmytro Mezhenskyy | 409.15 | Alemanha · Christian Lulinski   | 404.20 |
| Plataforma 10 m individual | Rússia · Jurij Kunakov | 376.45 | Rússia · Viktor Minibaev    | 371.60 | Ucrânia · Oleksandr Horškovozov | 344.90 |

Feminino
| Evento                     | Ouro                        | Ouro   | Prata                            | Prata  | Bronze                         | Bronze |
| Trampolim 1 m individual   | Rússia · Yana Zaytseva      | 359.00 | Rússia · Svetlana Filippova      | 354.80 | Ucrânia · Viktoriya Khitrinska | 338.40 |
| Trampolim 3 m individual   | Rússia · Svetlana Filippova | 398.95 | Reino Unido · Katherine Hamilton | 355.65 | Ucrânia · Viktoriya Khitrinska | 353.95 |
| Plataforma 10 m individual | Rússia · Olga Vintonyak     | 364.65 | Ucrânia · Viktoriya Khitrinska   | 332.15 | Itália · Giorgia Barp          | 328.90 |

## Quadro de medalhas
| Ordem | País          | Medalha de ouro | Medalha de prata | Medalha de bronze | Total |
| ----- | ------------- | --------------- | ---------------- | ----------------- | ----- |
| 1     | Rússia        | 14              | 6                | 6                 | 26    |
| 2     | Hungria       | 8               | 12               | 5                 | 25    |
| 3     | Alemanha      | 7               | 5                | 6                 | 18    |
| 4     | Itália        | 6               | 7                | 6                 | 19    |
| 5     | Ucrânia       | 5               | 5                | 7                 | 17    |
| 6     | Polónia       | 4               | 4                | 3                 | 11    |
| 7     | França        | 3               | 3                | 1                 | 7     |
| 8     | Espanha       | 3               | 0                | 0                 | 3     |
| 9     | Portugal      | 2               | 2                | 4                 | 8     |
| 10    | Reino Unido   | 1               | 5                | 5                 | 11    |
| 11    | Roménia       | 0               | 1                | 1                 | 2     |
| 12    | Bélgica       | 0               | 1                | 0                 | 1     |
| 13    | Suécia        | 0               | 0                | 3                 | 3     |
| 14    | Grécia        | 0               | 0                | 2                 | 2     |
| 15    | Países Baixos | 0               | 0                | 1                 | 1     |
| 15    | Eslováquia    | 0               | 0                | 1                 | 1     |
| 15    | Áustria       | 0               | 0                | 1                 | 1     |
| Total | Total         | 53              | 51               | 52                | 156   |

Legenda
| Recorde mundial       | Recorde mundial (World record)               |                       | Recorde africano                      | Recorde africano (African) |                                           | Q | Classificado por posição (Qualified) |
| Recorde do campeonato | Recorde do campeonato (Championship record)  | Recorde da América    | Recorde da América (Americas)         | q                          | Classificado por melhor tempo (Qualified) |   |                                      |
| Melhor marca do ano   | Melhor marca do ano (World leading)          | Recorde asiático      | Recorde asiático (Asian)              | DNS                        | Não largou (Did not start)                |   |                                      |
| Recorde nacional      | Recorde nacional (National record)           | Recorde europeu       | Recorde europeu (European)            | DNF                        | Não terminou (Did not finish)             |   |                                      |
| Recorde pessoal       | Recorde pessoal do atleta (Personal best)    | Recorde da Oceania    | Recorde da Oceania (Oceania)          | DSQ / DQ                   | Desclassificado (Disqualified)            |   |                                      |
| Recorde da temporada  | Recorde da temporada do atleta (Season best) | Recorde sul-americano | Recorde sul-americano (South America) | NM                         | Sem marca (No mark)                       |   |                                      |